# Leioproctus aurifrons
Leioproctus aurifrons är en biart som först beskrevs av Smith 1853.  Leioproctus aurifrons ingår i släktet Leioproctus och familjen korttungebin. Inga underarter finns listade i Catalogue of Life.